# Барановский, Василий Гаврилович
Васи́лий Гаври́лович Барано́вский (швед. Wasili Baranowski; 1890—1946) — шведский пианист и композитор русского происхождения.

## Биография
Родился в Санкт-Петербурге 20 января (1 февраля) 1890 года в семье Гавриила Васильевича и Екатерины Васильевны Барановских.
В 1911 году окончил Училище правоведения, получил чин коллежского асессора и должность чиновника особых поручений при генерал-губернаторе Финляндии. Окончил также Санкт-Петербургскую консерваторию. В годы Первой мировой войны служил на Балтийском флоте.
После революции вместе с семьёй остался на даче в Келломяки («Нордиска вилла»), на территории, отошедшей к Финляндии. После смерти отца (1920) обосновался в Швеции, поселившись в Лунде. 
Написал «Сюиту для фортепиано с оркестром» (1940), два фортепианных концерта (1920, 1932), сонату и ряд других сочинений для фортепиано, несколько романсов.
Умер Василий в Лунде в 1946 году, на памятнике была сделана надпись «Jur Doktor Wasili de Ravicz Baranowski. 20.01.1890-5.10.1946». 

## Семья
Первым браком В. Г. Барановский был женат на дочери полковника береговой артиллерии в Кронштадте, Евгении Ричардовне Миклашевской (1886 — после 1923?). Венчание состоялось 16 января 1912 года в церкви св. Николая Чудотворца на Чёрной речке. Этот брак, совершенный против воли родителей, стал крахом надежд его отца, Г. В. Барановского, на успешную карьеру сына. Когда этот брак распался, точно неизвестно, однако отмечают, что он развелся с женой после того, как она его бросила.
В 1923 году, разведясь с первой женой и приняв шведское подданство, В. Г. Барановский вторично женился на австрийской скрипачке Норе Дюсберг. Выступал с ней в дуэте, оставил несколько совместных записей, в том числе «Мелодию» Op. 42 № 3 П. И. Чайковского.
Ни в одном из браков детей у него не было.